# مسئله دوازده چشمک زن
در طراحی نرم‌افزار، مشکل دوازدهِ چشمک‌زن زمانی است که ویژگی‌های نرم‌افزار یا سامانه‌های رایانه‌ای به دلیل پیچیدگی رابط کاربری برای بیشتر کاربران کاربردناپذیر می‌شوند.
این کاربرد از ویژگی «ساعت» که در بسیاری از دستگاه‌های ضبط ویدیو (VCR) ساخته شده در پایان دهه ۱۹۸۰ یا آغازین دهه ۱۹۹۰ بود، سرچشمه می‌گیرد. ساعت را می‌توان با استفاده از ترکیبی از دکمه‌های تعبیه شده روی VCR با ترتیب خاصی تنظیم کرد که برای بیشتر کاربران پیچیده بود. بنابرین کاربران VCR به‌ندرت زمان را روی ساعت VCR تنظیم می‌کردند. این امر منجر به چشمک زدن زمان پیش‌فرض «۱۲:۰۰» روی صفحه نمایش VCR در تمام ساعات روز می‌شد که منشأ این اصطلاح است.
بنابراین «مشکل دوازده چشمک‌زن» به هر موقعیتی اشاره دارد که در آن ویژگی‌ها یا عملکردهای یک برنامه به دلایلی که طراحان هرگز پیش‌بینی نکرده‌اند، بلااستفاده می‌مانند، عمدتاً به این دلیل که توسعه‌دهندگان قادر به پیش‌بینی سطح درک کاربران از فناوری نبوده‌اند. این اصطلاح همچنین ممکن است به چالشی که توسعه‌دهندگان برای پرداختن به علل واقعی مشکلات کاربران با آن مواجه هستند، و همچنین به چالش ارائه مستندات مفید یا پشتیبانی فنی بدون دانستن اینکه کاربر از قبل چقدر مشکل خود را درک می‌کند، اشاره داشته باشد.
در موارد دیگر، می‌توان از آن برای اشاره به فقدان ویژگی‌های کاربرپسند اولیه در سیستم‌های پیچیده استفاده کرد، مانند فقدان باتری پشتیبان برای حفظ تنظیم ساعت در یک دستگاه ضبط ویدیوی ۳۰۰ دلاری حتی در کوتاه‌ترین قطعی برق، در حالی که یک ساعت ۱۰ دلاری این باتری را دارد.